# Zimiromus hortenciae
Zimiromus hortenciae Buckup & Brescovit, 1993 è un ragno appartenente alla famiglia Gnaphosidae.

## Etimologia
Il nome della specie è in onore dell'entomologa Hortencia Araujo che raccolse gli esemplari di questa specie il 20 maggio 1978.

## Caratteristiche
L'olotipo maschile rinvenuto ha lunghezza totale è di 4,25mm; la lunghezza del cefalotorace è di 1,65mm; e la larghezza è di 1,25mm.

## Distribuzione
La specie è stata reperita nel Brasile orientale: l'olotipo maschile è stato rinvenuto nei pressi della cittadina di São Cristóvão, appartenente allo stato di Sergipe.

## Tassonomia
Al 2016 non sono note sottospecie e dal 2008 non sono stati esaminati nuovi esemplari.